# Божеєвиці (Моґіленський повіт)
Божеєвиці (пол. Bożejewice, нім. Götzingen) — село в Польщі, у гміні Стшельно Моґіленського повіту Куявсько-Поморського воєводства.
Населення — 474 особи (2011).
У 1975-1998 роках село належало до Бидгощського воєводства.

## Демографія
Демографічна структура станом на 31 березня 2011 року:
|          | Загалом | Допрацездатний вік | Працездатний вік | Постпрацездатний вік |
| -------- | ------- | ------------------ | ---------------- | -------------------- |
| Чоловіки | 224     | 45                 | 158              | 21                   |
| Жінки    | 250     | 63                 | 141              | 46                   |
| Разом    | 474     | 108                | 299              | 67                   |